# Muntenimea Iașilor
Muntenimea Iașilor, o mahala a orașului Iași care s-a dezvoltat în sus de ulița Podul Hagioaiei (b-dul. Independenței de astăzi), semnalată prima dată în sec. al XVII-lea, a devenit cel mai dinamic cartier al orașului, în special din punct de vedere social.
Mahalaua s-a dezvoltat în partea de N-V, pe dealul Copou, cam în același timp cu apariția noii zone comerciale a orașului Iași, cunoscută sub denumirea de Târgul de Sus. Muntenimea (actuala Sărărie) se întindea, după cum se știa pe atunci, până la „marginea prăpastiei” (Râpa Galbenă).
În sec. al XVIII-lea, Muntenimea Iașilor era împărțită în trei părți distincte: Muntenimea de Jos, Muntenimea de Mijloc și Muntenimea de Sus. Constituind efectiv trei fâșii, dispuse radial pe ulița Hagioaiei, Muntenimile ocupau zona inferioară a versantului dealului Copou.
În această perioadă, majoritatea boierilor care erau apropiați de diferiții domni ai Moldovei, plus negustorii și meseriașii își ridicau casele, bisericile și prăvăliile în această mahala, pentru a evita zona orașului expusă repetatelor incendii (cel mai cumplit a fost „focul cel mare” din 19 iulie 1827, care a distrus toate casele din partea de vest a orașului Iași), Muntenimea fiind încă bine protejată de pădurea de pe Copou.
Mahalaua Muntenimea de Jos era locuită de sărăcime, muncitori de pământ, slugi boierești, cârpaci ce țeseau cu tejghele pe uliți, precupeți.
Muntenimea de Mijloc era tăiată de două axe principale: Șleahul Botoșanilor (actuala stradă Lascăr Catargiu) și Ulița Podul Verde, „pavată” cu bușteni de stejar (actualul Bulevard Carol I – numit de localnici Bulevardul Copou).
În jurul anului 1680, în apropiere de Biserica Banu, meșteșugarii și negustorii mahalalei Muntenimea de Sus au construit o biserică din piatră și cărămidă, cu hramul „Sf. Parascheva”.
Documentele vremii atestă că în a doua jumătate a sec. al XVIII-lea evreii s-au stabilit cu precădere în Muntenimea Iașilor, contribuind semnificativ la dezvoltarea economică și socială a acesteia.

## Mărturii
Într-o mărturie hotarnică din 2 octombrie 1782, dată pentru un loc de casă din mahalaua Muntenimea de Mijloc din Iași, vornicul de poartă Neculai Grosu mărturisește în cercetarea făcută la fața locului de doi dintre „colegii” săi de dregătorie „că în vremea când se afla el vatav la vistiernicul Filip Catargiu” a fost trimis de acesta să afle cine ridicase o casă pe un loc al Catargieștilor. Cum vinovatul, un oarecare Dima pietrarul, pretindea că-și făcuse casa pe loc domnesc, vătaful de la acel moment, Neculai Grosu, este trimis de stăpânul său „împreună cu vreo câțiva țigani, de i-au răsipit tălpile casei".
În 1795, voievodul Alexandru Callimachi a cumpărat de la hatmanul Costache Ghica Universitatea Veche, pe care acesta o construise în mahalaua Muntenimea de Mijloc, pentru a o transforma în curte domnească.
În Biblioteca Academiei Române se păstrează un contract încheiat în 1818, prin care un francez, pe nume Lencur, ia cu chirie trei dughene, o pivniță și o casă din mahalaua Muntenimea din Iași, de la Ioniță Codreanu.
În Arhivele Naționale Iași se află un contract din 7 mai 1833, prin care Gheorghe Asachi a cumpărat de la Lupu Balș un teren de circa un hectar, în Muntenimea de Sus, pe loc gospod. 
Dintr-o plângere înaintată la 17 septembrie 1887 primăriei Iași de Ion Creangă aflăm că: „locuiesc într-o bojdeucă de căsuță din mahalaua Muntenimea-de-Sus, strada Țicăul de Sus, no. 4.”